# Autostrada D49 (Czechy)
Autostrada D49 (cz. dálnice D49) – projektowana autostrada w Czechach łącząca autostradę D1 z granicą ze Słowacją. Razem z również projektowaną słowacką drogą ekspresową R6 utworzy połączenie szybkiego ruchu po śladzie planowanej w czasach Czechosłowacji autostrady D1 w kierunku Żyliny łączące czeską D1 ze słowacką D1. Do 31 grudnia 2015 roku trasa była planowana jako droga ekspresowa R49 (rychlostní silnice R49).